# Kundalwadi
Kundalwadi là một thành phố và là nơi đặt hội đồng đô thị (municipal council) của quận Nanded thuộc bang Maharashtra, Ấn Độ.

## Nhân khẩu
Theo điều tra dân số năm 2001 của Ấn Độ, Kundalwadi có dân số 14.355 người. Phái nam chiếm 50% tổng số dân và phái nữ chiếm 50%. Kundalwadi có tỷ lệ 47% biết đọc biết viết, thấp hơn tỷ lệ trung bình toàn quốc là 59,5%: tỷ lệ cho phái nam là 58%, và tỷ lệ cho phái nữ là 36%. Tại Kundalwadi, 15% dân số nhỏ hơn 6 tuổi.